# Вплив пандемії COVID-19 на в'язниці
Пандемія коронавірусної хвороби 2019 спричинила вплив на в'язниці в цілому світі. Повідомлялося про спалахи COVID-19 у в'язницях та інших місцях ув'язнення по всьому світу, при цьому щільність утримання та плинність перебуваючих у багатьох в'язницях сприяли підвищенню ризику зараження коронавірусом порівняно з населенням країни в цілому. Переповненість в'язниць і відсутність санітарних заходів сприяють більшому ризику зараження хворобами у в'язницях та інших місцях ув'язнення. Для зменшення імовірності зараження COVID-19 у кількох країнах звільнили частину в'язнів, щоб зменшити щільність їх утримання і спробувати зменшити поширення хвороби. Також під час пандемії коронавірусної хвороби у багатьох країнах були протести серед ув'язнених, бунти і втечі з в'язниць, унаслідок невдоволення ув'язнених ризиком захворіти на COVID-19 у в'язниці. Ще до пандемії COVID-19 служба охорони здоров'я у в'язницях мала проблеми з наданням належного догляду за ув'язненими, і вони лише посилилися внаслідок впливу поширення COVID-19. Групи меншин, які знаходились у закладах пенітенціарної системи, значно більше постраждали внаслідок пандемії COVID-19.

## Контроль ризику
За даними Центрів з контролю та профілактики захворювань у США, у виправних установах і місцях позбавлення волі слід впроваджувати стратегії профілактики та лікування, щоб зменшити напруженість, спричинену COVID-19. Ці профілактичні стратегії включають перевірку симптомів на вході, уникнення перенаселеності, різного часу прийому їжі та відпочинку, захист обличчя, вивіски та навчання персоналу й ув'язнених. Заклади повинні розробити системи обміну інформацією для ведення підтверджених і підозрюваних випадків хвороби, ізоляції потенційно інфікованих і запропонувати гнучку політику лікарняних для співробітників.

## Афганістан
26 березня 2020 року уряд Афганістану звільнив 10 тисяч в'язнів. В основному це були жінки, молодь, важкохворі та ув'язнені старше 55 років.

## Австралія
16 березня уряд Австралії оголосив надзвичайний стан у сфері охорони здоров'я. Також було заплановано скасувати всі відвідування вязниці Александра Маконочі, починаючи з 23 березня. Керівник пенітенціарної служби Австралії Джон Піч заявив, що внаслідок цього ув'язненим буде збільшено доступ до телефонів, щоб підтримувати зв'язок зі своїми родинами.

## Бахрейн
У травні 2021 року Бахрейн повідомив про різке зростання випадків захворювання на COVID-19 приблизно до 3000 випадків за добу. Станом на червень 2021 року повідомлялося, що Бахрейн переживає третю хвилю пандемії коронавірусної хвороби, яка вважається найбільшою хвилею зараження. Незважаючи на неконтрольоване поширення коронавірусу, уряд Бахрейну тримає політичних в'язнів у ймовірно переповненій в'язниці Джау. Один із ув'язнених, Садек Абд Алі Аль-Асфур, був заарештований у 2012 році у віці 20 років і з тих пір перебуває у в'язниці, де його піддають тортурам, та не надають медичної допомоги та здорового харчування.

## Білорусь
В'язниці в Білорусі були заповнені за рахунок 30 тисяч учасників акцій протесту після президентських виборів у Білорусі 2020 року, внаслідок чого кількість випадків коронавірусної хвороби у в'язницях також зросла. Камери у в'язницях були переповнені, відсутні вентиляція, елементарні зручності та медичне обслуговування. Охоронців звинувачували у навмисному бажанні, щоб в'язні з політичних мотивів інфікувалися коронавірусом і померли. Влада не оприлюднила кількість ув'язнених з COVID-19, але правозахисники кажуть, що тисячі протестувальників мали позитивний результат тестування після їх затримання.

## Бразилія
Сотні ув'язнених (які працювали за межами в'язниць протягом дня) втекли з 4 в'язниць у штаті Сан-Паулу після того, як у в'язницях було обмежено відвідування і скасовано великодні відпустки внаслідок поширення коронавірусної хвороби.

## Китай
Коронавірус спричинив спалахи щонайменше в 4 в'язницях у КНР.

## Колумбія
22 березня 2020 року під час тюремного бунту у в'язниці Ла-Модело в Боготі було вбито 23 ув'язнених і 83 поранено, який спалахнув через побоювання щодо поширення COVID-19 з-за меж в'язниці. Ув'язнені по всій країні з моменту початку спалаху COVID-19 протестували проти поганого медичного обслуговування.
Уряд планував звільнити близько 10 тисяч ув'язнених у вихідні 4-5 квітня 2020 року. Звільнення мало не стосуватися осіб, які були засуджені за сексуальні злочини проти неповнолітніх, корупцію або злочини проти людства.

## Чехія
Унаслідок поширення коронавірусної хвороби 13 березня 2020 року уряд Чехії прийняв постанову № 204/2020 Coll, якою заборонено членам сім'ї відвідувати родичів у в'язницях. Адвокати звільняються від цієї заборони.

## Сальвадор
Після спалаху насильства у в'язниці наприкінці квітня 2020 року, в результаті якого загинули 77 людей, президент Сальвадору Наїб Букеле з 26 квітня запровадив карантин для ув'язнених членів банди. Після придушення спалаху насильства покарані були зачинені в переповнених камерах майже на цілу добу; самі камери забарикадували фанерою та металевими листами; сигнали мобільного зв'язку та Wi-Fi були заблоковані, а членів конкуруючих банд змішали між собою. Директор представництва Human Rights Watch в Америці Хосе Мігель Віванко засудив поводження з ув'язненими як принизливе, неприпустиме, та загрожуюче здоров'ю в умовах пандемії коронавірусної хвороби.

## Ефіопія
25 березня президент Ефіопії Сахле-Ворк Зевде помилувала 4011 ув'язнених, щоб запобігти поширенню COVID-19. Це помилування поширювалося лише на в'язнів, засуджених за нетяжкі злочини, які відбували покарання на строк до 3 років, і тих, хто невдовзі мав звільнитися.

## Франція
16 березня у в'язниці у Френі помер затриманий. 22 березня в слідчому ізоляторі в Юзерші спалахнув заколот, звідки довелося евакуювати 250 ув'язнених через непридатність камер.

## Іран
3 березня для запобігання поширенню COVID-19 в країні звільнили понад 54 тисячі ув'язнених.
30 березня 2020 року на півдні Ірану відбувся бунт ув'язнених. З початку року у в'язницях Алігударза, Хамадана та Тебріза спалахнули бунти, частина в'язнів утекли. 27 березня 70 ув'язнених втекли з в'язниці Саккез у провінції Курдистан. 100 тисяч ув'язнених було звільнено задля стримування епідемії у в'язницях, але приблизно 50 тисяч осіб залишалися у в'язницях, включаючи насильницьких злочинців, осіб з подвійним громадянством та інших осіб із зв'язками із західними країнами.

## Ірландія
20 березня 2020 року міністр юстиції Чарльз Фланаган оголосив про тимчасове звільнення до 200 ув'язнених, щоб зменшити ризик поширення COVID-19 у в'язницях країни. Повідомлялося, що ув'язнені готові співпрацювати з тюремними офіцерами, щоб запобігти передачі коронавірусу. Заходи соціального дистанціювання у в'язницях включали видимі позначки, закриття спортзалів і рекреаційних залів, харчування ув'язнених невеликими групами та заборону відвідувань з-за меж в'язниці. Відбулася ретельна дезінфекція, тарілки і кухлі замінили на гарячу їжу в одноразових картонних контейнерах. Іншим наслідком епідемії хвороби стало те, що до в'язниць потрапило менше наркотиків. 10 червня 2020 року повідомлено, що серед 3705 ув'язнених країни у жодного не було позитивного результату на COVID-19. 22 серпня 23-річна жінка у в'язниці Дохас стала першою ув'язненою в Ірландії, у якої підтвердився позитивний результат на COVID-19. 30 жовтня пенітенціарна служба Ірландії підтвердила спалах COVID-19 у в'язниці Мідлендс після того, як у 5 ув'язнених підтвердився позитивний результат на COVID-19.

## Італія
Розпочалось розслідування після смерті 6 засуджених у в'язниці Сант-Анна в Модені від передозування наркотиків. Інші події, які спонукали до розслідування, включали заворушення у в'язниці Сан-Вітторе та у в'язниці Ла Догая в Прато.
80 ув'язнених втекли з в'язниці у Фоджа на тлі хаосу у в'язницях, спричиненого новими обмеженнями уряду внаслідок пандемії COVID-19.

## Японія
Міністерство юстиції Японії вирішило, що з 8 квітня 2020 року лише адвокатам дозволено відвідувати ув'язнених у в'язницях і слідчих ізоляторах у семи префектурах (Токіо, Тіба, Сайтама, Канагава, Осака, Хіого та Фукуока), у яких першими оголошено надзвичайний стан до 6 травня. Міністерство юстиції пояснило, що правовою основою цього заходу є закон про національну власність, закон про пенітенціарні установи та поводження з ув'язненими та затриманими, який не має положень щодо обмеження відвідування з метою запобігання поширенню інфекційних захворювань, тому деякі юристи розкритикували це рішення. 20 квітня міністерство юстиції поширило дію цього заходу на в'язниці та ізолятори у 6 префектурах (Хоккайдо, Ібаракі, Ісікава, Гіфу, Айті та Кіото), які визначені префектурами особливого тривоги, з 20 квітня по 6 травня. 27 квітня імміграційні центри — об'єкти, в яких розміщують іноземців, які підлягають депортації, також підпадали під обмеження на відвідування.
Перший випадок у пенітенціарних установах Японії було виявлено в в'язниці в Осаці. За даними на 28 квітня 2020 року було підтверджено випадки зараження COVID-19 у 8 співробітників ізолятора в Осаці, 1 співробітника в'язниці Цукігата, і 1 обвинуваченого з ізолятора в Токіо.

## Мексика
31 березня 2020 року під час заворушень у центрі утримання мігрантів у Теносіке в штат Табаско в Мексиці чоловік із Гватемали загинув і 4 осіб отримали поранення. Затримані були стурбовані можливим спалахом COVID-19.
4 квітня у Мехіко почали санітарну обробку 13 пенітенціарних установ і 4 центрів ув'язнення. Кількість дозволених відвідувачів скоротили вдвічі. Персонал, наглядачі та ув'язнені мали пройти тестування на COVID-19. Ув'язненим мали зробити щеплення від кору, оскільки станом на квітень 2020 року в місті також спостерігався спалах кору.

## Пакистан
Перший випадок COVID-19 у в'язницях Пакистану було виявлено 24 березня у в'язниці в Лахорі. До 14 квітня було повідомлено про ще 59 випадків у тій же в'язниці, також про 14 у в'язниці в Сіалкоті, 7 у в'язниці Гуджранвали та 9 у в'язниці «DG Khan», внаслідок чого загальна кількість випадків у в'язницях у провінції Пенджаб досягла 89. Про один випадок у в'язниці в районі Кветта було повідомлено 6 квітня. Була розбіжність у цифрах, наданих різними органами влади в Пенджабі, але згідно з найвищими цифрами, зібраними «Justice Project Pakistan», станом на 13 квітня в країні зареєстровано понад 100 випадків хвороби у в'язницях.

## Філіппіни
У в'язницях на Філіппінах звільнили велику кількість ув'язнених, щоб сповільнити поширення COVID-19. Станом на 22 липня було звільнено 21858 ув'язнених з 470 в'язниць, які знаходяться в управлінні Бюро управління в'язницями та пенології країни. Щонайменше тисяча ув'язнених і співробітників в'язниць у країні заразилися COVID-19.

## Сомаліленд
Президент Муса Біхі Абді помилував 574 ув'язнених і наказав їх звільнити, щоб сповільнити поширення коронавірусу.

## Сирія
Бойовики ІДІЛ у провінції Хасеке на сході Сирії влаштували заворушення у в'язниці, й 4 з них втекли з місця ув'язнення. Хоча немає повідомлень про зараження коронавірусом у в'язницях у цьому районі, є занепокоєння щодо можливого спалаху в переповнених установах.

## Таїланд
29 березня у в'язниці в провінції Бурірам на північному сході Таїланду почався бунт після того, коли поширилися неправдиві чутки про зараження коронавірусом як прикриття спроби втечі. Семеро з 2100 в'язнів втекли, але були знову схоплені. У двох ув'язнених в іншому закладі в країні був діагностований COVID-19, і членам сімей заборонили відвідувати в'язниці в країні протягом 14 днів.

## Туреччина
13 березня 2020 року міністр юстиції Абдулхаміт Гюль повідомив, що зустрічі у всіх відкритих і закритих в'язницях, використання кімнат для сімейних зустрічей і переміщення між в'язницями будуть відкладені на 2 тижні.
20 березня Асоціація прав людини, Фонд прав людини Туреччини, Асоціація юристів за свободу, Асоціація сучасних юристів і Профспілка працівників охорони здоров'я та соціальних служб громадянського суспільства пенітенціарної системи опублікували заяву щодо спалаху COVID-19 і закликав до негайних дій у в'язницях. У своїй статті вони наголосили на важливості інформування громадськості, особливо сім'ї та адвокатів ув'язнених, про карантинні правила та стан здоров'я ув'язнених.
Парламент Туреччини 14 квітня прийняв закон про звільнення десятків тисяч ув'язнених. Правозахисні організації розкритикували закон через те, що він не стосується осіб, засуджених за антитерористичним законодавством, журналістів, політиків і адвокатів, які перебувають у слідчому ізоляторі.

## Велика Британія
Уряд Великої Британії оприлюднив спеціальні вказівки для в'язниць у разі появи симптомів хвороби або випадків COVID-19, зокрема правило, згідно з яким «будь-який ув'язнений або затриманий із новим безперервним кашлем або високою температурою повинен бути поміщений в спеціальний ізолятор на 7 днів».
18 березня у британській в'язниці зареєстровано перший випадок коронавірусної хвороби. Ув'язненого, який відбував покарання у в'язниці в Манчестері (яку зазвичай називають «Strangeways»), перевезли до лікарні. Хоча в жодного іншого ув'язненого або працівника в'язниці не виявлено позитивного результату тестування на коронавірус, 13 ув'язнених і 4 співробітники були переведені в ізолятор для запобігання поширення інфекції. Відвідування в'язниць залишилось відкритими, але ситуація контролювалася.
19 березня 2020 року повідомлено, що близько 75 офіцерів в'язниці Бервін в окрузі Рексем в Уельсі були відсутні на роботі через хворобу або самоізоляцію, а 22 ув'язнених із симптомами COVID-19 були ізольовані у в'язниці. У в'язниці було достатньо персоналу, щоб вона продовжувала працювати в повному обсязі.
Після випадку у в'язниці Манчестера аналітичний центр державних служб «Reform» закликав звільнити 2305 правопорушників із «низьким ризиком» на короткі терміни, щоб знизити ризик зараження коронавірусом серед ув'язнених. У доповіді аналітичного центру стверджувалося, що в'язниці «переповнені [з] антисанітарними умовами та низькою якістю медичної допомоги».
21 березня колишній міністр юстиції Девід Гок закликав призупинити виконання коротких термінів ув'язнення і достроково звільнити деяких в'язнів, щоб уникнути поширення COVID-19 у в'язницях.

## США
Протягом першої половини 2020 року, враховуючи спалахи хвороби в США, які вразили групи з понад 500 осіб, три чверті цих великих спалахів сталися у виправних установах. Станом на 3 липня 2020 року найбільше постраждала установа «Marion Correctional Institution» у Меріоні в штаті Огайо, з 2439 випадками, за нею йдуть виправна установа «Pickaway Correctional Institution» у містечку Скіото в штаті Огайо (1791 випадок), Сан-квентінська в'язниця у Сен-Квентіні в Каліфорнії (1483 випадкиї), в'язниця округу Гарріс у Х'юстоні в штаті Техас (1390 випадків) і виправний центр «Трусдейл Тернер» у Гартсвіллі в штаті Теннессі (1379 випадків). Це були 5 найгірших спалахів COVID-19 у Сполучених Штатах на той момент. Щонайменше 13 осіб, які перебували у в'язниці Маріон, померли від COVID-19. Станом на кінець серпня 2021 року понад 2500 осіб померли від COVID-19 під час ув'язнення у в'язницях США; статистика смертей від COVID-19 зазвичай недоступна для в'язниць у США.
Кожного дня 2,3 мільйона людей перебувають у в'язницях у 6 тисячах виправних установ у Сполучених Штатах, що ставить перед чиновниками важке завдання запобігання спалаху коронавірусу серед ув'язнених і персоналу. Ув'язнені часто сплять поруч. У багатьох в'язницях погані санітарні умови, а спиртовмісні дезінфікуючі засоби для рук часто заборонені ув'язненим.
Переважна більшість ув'язнених перебувають під вартою у в'язницях під управлінням штату чи місцевого самоврядування. Губернатори штатів зазвичай мають право на звільнення в'язнів, але зазвичай вони цього не роблять, і ця тенденція не змінилася навіть під час пандемії COVID-19. Наприклад, під час пандемії Каліфорнія та Кентуккі звільнили менше чотирьох % своїх в'язнів, тоді як Аризона заявила, що не звільнить жодного. Інша меншість ув'язнених перебуває у федеральних в'язницях.
У період з 22 по 26 березня 2020 року 23 ув'язнених втекли, і принаймні один ув'язнений дав позитивний результат на COVID-19 у кожній із двох в'язниць. Судді наказали звільнити тисячі ув'язнених, а також були заклики звільнити всіх вразливих з точки зору здоров'я ув'язнених.
Станом на 8 квітня 2020 року було щонайменше 1300 підтверджених випадків COVID-19 і 32 смерті у в'язницях по всій території Сполучених Штатів.
18 грудня 2020 року Associated Press і «The Marshall Project» заявили, що кожен п'ятий ув'язнений у США був інфікований вірусом COVID-19. Це більш ніж у 4 рази перевищувало рівень зараження населення країни в цілому на момент публікації звіту. У деяких штатах половина ув'язнених була інфікована. COVID-19 також швидко поширюється в місцях утримання іммігрантів у Сполучених Штатах.

### Федеральна виправна система
Тогочасний генеральний прокурор США Вільям Барр оголосив 26 березня 2020 року, що він доручив федеральним в'язницям звільнити деяких ув'язнених, щоб зменшити вплив епідемії коронавірусу. Це розпорядження надає перевагу ув'язненим старшим 60 років, які не були засуджені за насильницькі чи сексуальні злочини. Це стосувалося приблизно 2 тисяч зі 170 тисяч ув'язнених у федеральній виправній системі. На момент оголошення розпорядження Барра було близько десятка випадків захворювання на COVID-19 серед ув'язнених федеральних в'язниць і персоналу. Найбільш резонансним звільненням стало звільнення Пола Манафорта, колишнього керівника виборчої кампанії президента Трампа, який у віці 71 року залишив федеральну в'язницю в Пенсільванії, щоб відбувати решту свого покарання в домашньому ув'язненні через можливість інфікування коронавірусом. Іншим відомим звільненим в'язнем стала Ріта Крандвелл (68 років), найбільша муніципальна казнокрадка в історії США, яка переїхала жити на ферму свого брата.
Патрік Джонс, 49-річний ув'язнений у в'язниці мінімального режиму в Оукдейлі в штаті Луїзіана став першим померлим від COVID-19 у федеральній в'язниці 28 березня 2020 року. Ще 5 ув'язнених у цьому закладі були інфіковані. Федеральна виправна система ухвалила рішення закрити всіх 146 тисяч ув'язнених у своїй системі закладів у своїх камерах з 1 по 14 квітня. COVID-19 настільки поширився у виправному комплексі в Окдейлі в Луїзіані, що влада припинила тестування на нього та натомість припускає, що будь-хто, що має симптоми хвороби, заразився ним.
14 липня 2020 року Деніел Льюїс Лі став першим федеральним в'язнем, якого стратили за 17 років. Родина його жертв подала до суду на відстрочку страти, посилаючись на бажання бути свідками, але стверджувала, що побоюється заразитися COVID-19. За кілька днів до запланованої страти суд постановив, що її можна перенести, щоб дозволити родинам його жертв бути присутніми, але Верховний суд США згодом відмовив у цьому продовженні.
7 січня 2021 року Джозеф Лі Фульц прибув до федеральної в'язниці в Індіані, щоб розпочати 27-річний термін. У в'язниці стався спалах COVID-19, і Фульцу також виставили цей діагноз за кілька днів. Хоча уряд зафіксував стан його здоров'я як «одужання», він помер у своїй камері 8 лютого 2021 року, що викликало сумніви щодо загальної точності даних про хворих із федеральних в'язниць.

#### Вплив COVID-19 на етнічні меншини у в'язницях
Хоча станом на 13 травня 2020 року темношкірі ув'язнені становлять 1/3 в'язничного населення в штаті Міссурі, у них зареєстровано 58 % серед усіх позитивних тестів ув'язнених штату. 43 тюремні установи, включаючи Федеральну виправну систему, відмовилися надати будь-яку демографічну інформацію (крім віку) ув'язнених, які постраждали від COVID-19. Через це набагато складніше дізнатися, у яких в'язницях було більше неангломовних ув'язнених, яким потрібна допомога в розумінні профілактичних заходів, таких як соціальне дистанціювання. Населення, для якого існує більша ймовірність ув'язнення, як правило, непропорційно більше хворіє іншими хронічними захворюваннями, такими як ВІЛ, гепатит С і туберкульоз. Це створює високу концентрацію цих хвороб серед ув'язнених, а хворі на ці хвороби мають більшу сприйнятливість до зараження COVID-19.

#### Медичне обслуговування
У багатьох ув'язнених, які захворіли, уже наявні умови у в'язницях погіршуються через такі умови, як відсутність належних санітарних процедур і спільні тісні приміщення в багатьох і без того переповнених в'язницях. Вартість медичних послуг перешкоджає в'язницям відповідною мірою реагувати на хвороби ув'язнених. Навіть до пандемії COVID-19 в'язниці мали труднощі з лікуванням хвороб в ув'язнених через такі причини, як неможливість сортування хворих. Під час пандемії COVID-19 на противагу медичній ізоляції також застосовували «штрафне одиночне ув'язнення». У зв'язку з одиночним ув'язненням ув'язнені мають менше бажання повідомляти про будь-яку хворобу, оскільки не хочуть потрапляти в одиночне ув'язнення, бо воно часто застосовується з нелюдськими умовами перебування, та спричинює багато шкідливих наслідків, особливо емоційних та психологічних. Це означає, що були ув'язнені з незареєстрованими симптомами, які контактують з іншими ув'язненими та персоналом, що підвищує ймовірність поширення хвороби. У зв'язку з пандемією COVID-19 також не вистачало наборів для тестування, навченого та поінформованого персоналу служби охорони здоров'я, та доступних ресурсів для лікування.

### Центри утримання іммігрантів
За останні десятиліття міграційна та митна служба США перетворилася на приватні прибуткові компанії, які розміщують зростаючу кількість затриманих. Об'єкти, якими керують приватні компанії, не підлягають тим самим стандартам підзвітності та нагляду, як об'єкти, якими керує держава. До епідемії коронавірусної хвороби слідчі ізолятори імміграційної служби описувалися як переповнені, антисанітарні, невкомлектовані, та небезпечні. Затриманим не надавалося достатнього доступу до медичної допомоги, і мали місце спалахи таких захворювань, як епідемічний паротит. За час пандемії коронавірусної хвороби міграційна служба повідомила, що 7583 ув'язнених у її ізоляторів дали позитивний результат на COVID-19, а 8 померли (станом на 03.12.2020). Однак дані міграційної служби піддавалися критиці за наявність прогалин і недоліків.
У березні затримані в кількох установах міграційної та митної служби США оголосили страйк, вимагаючи надання санітарних засобів. Федеральні судді Каліфорнії та Пенсільванії наказали міграційній службі звільнити кількох затриманих, які подали до суду. Позови також знаходились на розгляді в Меріленді, Массачусетсі, Нью-Джерсі, Пенсільванії та штаті Вашингтон. Станом на 2 квітня під вартою міграційної служби перебувало 35 тисяч осіб.
У 27 дітей-мігрантів, які утримувалися в установах Управління з питань розселення біженців, підтверджено позитивний результат тестування на COVID-19 станом на 13 квітня. 6 з них одужали; 3 з них знаходилися в ізоляції в Техасі та Іллінойсі.
У квітні та травні 2020 року затримані в ізоляторах в окрузі Елой в Аризоні написали та підписали серію листів. У листах говорилося про відсутність їжі, лікування та відповідних заходів безпеки, а також про нелюдські умови на карантині. Один із затриманих заявив, що збирався просити про депортацію, щоб уникнути утримання в ув'язненні.
Інститут юстиції «Vera» випустив рецензовану модель на основі даних міграційної служби за кінець травня 2020 року. З 80655 осіб, які, за оцінками інституту, будуть утримуватися в ізоляторах міграційної служби протягом 60-денного періоду, представники інституту підрахували, що 15549 заразяться COVID-19. 235 із них будуть потребувати госпіталізації. За перші 60 днів помруть 2-17 осіб.

### Аризона
21 березня 2020 року повідомлено, що 50 ув'язнених були звільнені в окрузі Коконіно в Аризоні, щоб знизити ризик зараження коронавірусом. В окрузі Піма шериф запропонував заходи щодо зменшення кількості ув'язнених, зокрема звільнення 135 осіб, ув'язнених за порушення умовного терміну, або переведення деяких ув'язнених до державних в'язниць. 15 липня 2020 року в 569 ув'язнених у 13 з 16 в'язниць штату дали позитивний результат тестування на коронавірус.

### Каліфорнія
- Округ Аламеда: 20 березня офіційні особи округу Аламеда оголосили, що 247 осіб буде звільнено з в'язниці Санта-Рита, розташованої в Дубліні.[95]
- Округ Лос-Анджелес: 17 березня департамент шерифа округу оголосив, що протягом попередніх двох тижнів він скоротив кількість ув'язнених на 600 осіб, намагаючись уберегти в'язнів від зараження коронавірусом.[96]
- Округ Сан-Дієго: 16 березня управління шерифа повідомило, що почало скорочувати кількість осіб, яких приймають до 7 в'язниць округу, і отримало дозвіл на дострокове звільнення деяких ув'язнених. Інші заходи включали харчування в камері, припинення побачень і призупинення тюремних програм.[97]
- Станом на 17 липня у в'язницях Каліфорнії померли 39 в'язнів; близько половини з них були інвалідами.[98]
- З 31 березня по 6 червня було зареєстровано 42107 підтверджених випадків COVID-19, а також 510 смертей у в'язницях штату та федеральних в'язницях, із показником 3 251 випадків на 100 тисяч ув'язнених; що в 5,5 разів перевищує рівень захворюваності населення США, який становить 587 на 100 тисяч.[99]

### Джорджія
Департамент виправних установ Джорджії призупинив відвідування ув'язнених, та оголосив про додаткові санітарні заходи, але видання «The Atlanta Journal-Constitution» повідомила, що ув'язнені не бачили зайвого шматка мила. 18 березня 2020 року було підтверджено наявність COVID-19 у працівника однієї з в'язниць штату, але посилаючись на «обмеження безпеки та HIPAA», представники департаменту відмовилися назвати постраждалу в'язницю. Перший випадок COVID-19 у в'язниці був виявлений у в'язниці Лі через два дні, 20 березня.
21 березня агентство CNN повідомило, що у 3 ув'язнених підтвердився позитивний результат тесту на COVID-19 у в'язниці Лі в Лізбурзі. Ще 3 ув'язнених перебували під наглядом зі схожими симптомами.

### Іллінойс
Тестування на COVID-19 виявило перший випадок зараження у в'язницях Іллінойсу 22 березня у в'язниці округу Кук в Чикаго. 10 % із 5000 ув'язнених були звільнені для запобігання поширення інфекції, але до 30 березня кількість інфікованих зросла до 134. 15 ув'язнених та 11ь співробітників дали позитивний результат тесту на коронавірус в інших установах штату, принаймні 80 чекали на результати тестів. Один ув'язнений помер 30 березня у Стейтвільському виправному центрі в Крест-Хіллі.

### Луїзіана
Станом на 9 квітня 6 із 9 смертей серед ув'язнених у федеральних в'язницях США сталися в одній в'язниці в Оукдейлі в штаті Луїзіана. 27 молодих людей віком від 13 до 20 років і 14 співробітників дали позитивний результат у 4 колоніях для неповнолітніх Луїзіани — «Bridge City Center» поблизу Нового Орлеана, молодіжному центрі «Acadiana» в Банкі, молодіжному центрі «Swanson» у Колумбії, та центрі для молоді «Swanson» в Монро. Дітей ізолювали в їх кімнатах, їм не проводили навчання, їх не відвідували вихователі чи священнослужителі.

### Массачусетс
21 березня у в'язничному лікувальному центрі Массачусетса було повідомлено про перший випадок зараження COVID-19 у в'язниці в Массачусетсі. Ув'язненого та його сусіда по кімнаті помістили на карантин 19 березня. Станом на 31 березня підтвердився позитивний результат тесту на коронавірус у 17 ув'язнених штату в Массачусетському лікувальному центрі, а також у 6 співробітників департаменту виправної служби — 4 в лікувальному центрі, один у виправній установі Ширлі та один у центральному офісі Департаменту покарань. Двоє ув'язнених дали позитивний результат у в'язниці Мідлсекс і виправному будинку в Біллеріці, також позитивний результат тестування був і в 14 співробітників у в'язничних закладах штату.

### Мічиган
Мічиганський департамент виконання покарань заборонив відвідувати в'язниці, а також заборонив будь-яким волонтерам працювати в них. Співробітники в'язниць повинні будуть вимірювати температуру, щоб вона була нижче 100,4 °F (38,0 °C) разом із запровадженням інших заходів. Мічиганський професійно-технічний інститут призупинив усі програми у в'язницях до 5 квітня 2020 року.

### Нью-Джерсі
24 березня 31-річний громадянин Мексики, який перебуває під вартою міграційної та митної служби США у Гакенсаку в Нью-Джерсі, переведений на ізоляцію після позитивного результату тесту на COVID-19. Він був першим мігрантом з позитивним тестом, і міграційна служба призупинила прийом нових мігрантів.

### Нью-Йорк
Після того, як охоронець і ув'язнений дали позитивний результат тесту на коронавірус у в'язниці Райкерс-Айленд, мер Нью-Йорка Білл де Блазіо заявив, що міська влада визначить осіб для звільнення, включно з особами, заарештованими за незначні злочини, і найбільш вразливими до інфекції через хронічні проблеми зі здоров'ям. Окрім випадків у Райкерсі, в інших в'язницях штату, включаючи Сінг-Сінг, також зафіксували позитивні тести серед ув'язнених, а один співробітник виправної колонії помер від коронавірусу. 14 квітня з в'язниці Райкерс звільнили 51 ув'язненого за некримінальними звинуваченнями, які відповідали умовам звільнення.
Станом на 25 березня 75 ув'язнених в Нью-Йорку і 37 співробітників виправних колоній дали позитивний результат тесту на COVID-19, порівняно з 50 ув'язненими і 30 співробітниками попереднього дня.

### Північна Кароліна
Департамент охорони здоров'я округу Вейн повідомив про першу зареєстровану смерть в окрузі 23 квітня після позитивного результату тесту 18 квітня, і що станом на 20 квітня у виправній установі Нойс приблизно 450 із 700 ув'язнених мали позитивний результат тесту, всі ув'язнені повинні були пройти тестування; проте серед них була лише незначна кількість хворих із симптомами хвороби. Увесь персонал мав також пройти тестування. Станом на 24 квітня кількість позитивних випадків зросла до 465.
Пендерська виправна установа в Бургаві повідомила про першу в штаті смерть у в'язниці.
Станом на 13 грудня у в'язницях штату було зареєстровано 6059 випадків хвороби, більше ніж 1 з 6 осіб, які перебувають під вартою, мали позитивний тест на COVID-19.

### Огайо
8 квітня 2020 року підрозділ Національної гвардії США прибув до федеральної в'язниці Елктон в окрузі Колумбіана в штаті Огайо, щоб допомогти медичному персоналу, після того, як велика кількість ув'язнених захворіла на коронавірус. 18 квітня національна гвардія та дорожній патруль прибули до державної в'язниці в окрузі Меріон, щоб допомогти з «важливими функціями» після інфікування працівників виправних установ та ув'язнених. Станом на 19 квітня понад 1800 ув'язнених у виправній установі Маріон, приблизно 3/4 утримуваних у ній в'язнів, а також 100 співробітників мали позитивний результат тестування на коронавірус. Загалом до 19 квітня в пенітенціарній системі штату було зареєстровано майже 2500 випадків хвороби, що становило майже п'яту частину випадків в Огайо.
22 квітня в'язниця округу Меріон була визнана найбільшим осередком поширення вірусу в штаті, за нею слідувала виправна установа Пікавей. Округ Маріон був першим за кількістю випадків на душу населення в штаті, тоді як округ Пікавей був четвертим. Пенітенціарна система штату Огайо розрахована на утримання близько 35 тисяч ув'язнених, але у квітні 2020 року там утримувалося близько 49 тисяч в'язнів.
22 квітня федеральний суддя Джеймс С. Гвін наказав в'язниці Елктон виявити вразливих ув'язнених і перевести їх із закладу. Він також наказав офіційним особам «оцінити право кожного ув'язненого на переведення з Елктона будь-якими способами, включаючи, але не обмежуючись, звільненням із співчуття, умовно-достроковим звільненням або з громадським наглядом, відпусткою, або відпусткою без переведення протягом двох тижнів». Він зазначив, що «з огляду на шокуючу обмеженість доступного тестування та неможливість дистанціювати ув'язнених, COVID-19 продовжуватиме поширюватися не лише серед ув'язнених, але й серед персоналу». Він засудив Федеральний департамент виконання покарань, запитавши: «Чому міністерство юстиції виділило Елктону зовсім незначну кількість тестів, тоді як Огайо зміг провести масове тестування не лише в Меріон, але й у багатьох установах?».

### Пенсильванія
У зв'язку із продовженням проблем із забезпеченням охорони здоров'я ув'язнених, пов'язаними з коронавірусом, 13 березня Східна державна пенітенціарна установа (історичне місце, яке перестало працювати як в'язниця в 1971 році) була закрита для відвідування.

### Південна Дакота
23 березня 2020 року 9 ув'язнених втекли з жіночої в'язниці мінімального режиму, в той самий день, коли тест на COVID-19 виявив позитивний результат у одної з ув'язнених у закладі. Троє були схоплені в індіанській резервації Кроу-Крік, а одна — у Репід-Сіті. Наразі невідомо, чи спонукало ув'язнених до втечі виявлення хвороби в співкамерниці.

### Техас
Станом на липень 2020 року щонайменше 84 ув'язнених померли у в'язницях Техасу.

### Вашингтон
23 березня 14 ув'язнених втекли з окружної в'язниці в окрузі Якіма в штаті Вашингтон. Вони використовували стіл, щоб зламати вихідні двері, а потім залізли на паркан. Служба маршалів США запропонувала винагороду до 1000 доларів США за інформацію, яка призведе до арешту цих утікачів з ув'язнення.

### Вісконсин
18 березня наглядач Браян Фостер повідомив про перший випадок зараження COVID-19 у пенітенціарній системі штату Вісконсин у співробітника виправної установи «Waupun Correctional Institution». Групи захисту прав ув'язнених закликали департамент виконання покарань і губернатора Тоні Іверса змінити в'язничну політику, щоб захистити в'язнів і персонал в'язниць під час епідемії.

## Венесуела
Агентство «Reuters» повідомило, що найбільш відомі в'язниці Венесуели переповнені та перебувають в антисанітарних умовах, що сприяє тому, що коронавірус може поширюватися в них «як швидкий вогонь». У в'язницях Венесуели часто бракує ванних кімнат, люди сплять на підлозі, і багато ув'язнених проводять свої дні без сорочок чи взуття, частково для боротьби з пекельною спекою у приміщеннях без вікон. Це змусило державного секретаря США Майка Помпео вимагати від уряду Мадуро звільнення шести керівників нафтопереробної компанії «Citgo», які утримуються у в'язниці з 2017 року, з гуманітарних причин. Помпео сказав, що всі шестеро мають ослаблену імунну систему, та стикаються з серйозним ризиком для здоров'я, якщо заразяться коронавірусом. Венесуельська медична федерація також просила звільнити політичних в'язнів у країні, які мають високий ризик захворіти коронавірусною хворобою, зокрема Роберто Марреро, Хуана Рекесенса та інших політиків.
18 березня 84 з 518 ув'язнених втекли з в'язниці в місті Сан-Карлос, у штаті Сулія, після оголошення карантинних обмежень у зв'язку з епідемією, включно із забороною відвідування в'язниць. Алькальд Владимир Лабрадор заявив, що під час втечі у в'язниці було вбито 10 ув'язнених, а 2 поліцейських затримано за співучасть. За словами Карлоса Ньєто Пальми з неурядової організації «Ventana a la Libertad», призупинення відвідувань безпосередньо впливає на харчування ув'язнених, враховуючи те, що відсутня державна програма годування ув'язнених. Громадська організація PROVEA засудила «серйозні порушення прав людини» після того, як речник військового відомства оголосив про «знешкодження» 35 втікачів. Пізніше влада країни заявила, що загинуло 8 осіб.